# Роша Акино, Маркос Луис
Ма́ркос Луи́с Ро́ша Аки́но (порт.-браз. Marcos Luis Rocha Aquino; 11 декабря 1988, Сети-Лагоас, штат Минас-Жерайс) — бразильский футболист, правый защитник «Палмейраса».

## Биография
Маркос Роша — воспитанник «Атлетико Минейро», за основу дебютировал в 2006 году. С 2008 по 2012 год часто отдавался в аренду в различные бразильские команды. В частности, в 2011 году выступал за другой клуб из Белу-Оризонти, «Америку».
По итогам сезона 2011 Роша вошёл в символическую сборную чемпионата Бразилии, защитник сделал 12 голевых передач и стал вторым по этому показателю, а «Атлетико Минейро» стал чемпионом штата Минас-Жерайс. В чемпионатах Бразилии 23-летний Роша к тому моменту провёл 71 матч, забил пять мячей и сделал 24 голевые передачи. К игроку проявили интерес такие клубы, как «Рубин», испанский «Атлетико Мадрид» и английский «Ньюкасл Юнайтед».
С 2012 года Маркос Роша стабильно выступал за родной «Атлетико Минейро», в составе которого в 2013 году стал победителем Кубка Либертадорес.
С 2018 года играет за «Палмейрас». В первый же год помог команде стать чемпионом Бразилии. В 2020 году выиграл Лигу Паулисту. В Кубке Либертадорес 2020 Маркос Роша провёл девять матчей и во второй раз в своей карьере выиграл этот турнир. В конце 2021 года помог своей команде во второй раз подряд выиграть Кубок Либертадорес.
Тренер сборной Бразилии Мано Менезес дважды вызывал Маркоса в расположение сборной, но дебют защитника в «селесане» так и не состоялся.

## Достижения
- Чемпион штата Сан-Паулу (1): 2020
- Чемпион штата Минас-Жерайс (5): 2012, 2013, 2015, 2016, 2017
- Чемпион Бразилии (1): 2018
- Чемпион Кубка Бразилии (2): 2014, 2020
- Обладатель Кубка Либертадорес (3): 2013, 2020, 2021